# György Csányi
György Csányi (7 marzo 1922 – 3 dicembre 1978) è stato un velocista ungherese.

## Palmarès

### Olimpiadi
- Bronzo a Helsinki 1952 nella staffetta 4×100 metri.

### Europei
- Oro a Berna 1954 nella staffetta 4×100 metri.